# Tecnologías prehistóricas
La tecnología prehistórica es una tecnología que es anterior a la historia registrada. La historia es el estudio del pasado utilizando registros escritos. Cualquier cosa anterior a los primeros relatos escritos de la historia es prehistórica, incluidas las tecnologías anteriores. Unos 3,5 millones de años antes de que se desarrollara la escritura, la tecnología comenzó con los primeros homínidos que usaban herramientas de piedra, que pueden haber utilizado para iniciar incendios, cazar y enterrar a sus muertos. 
Hay varios factores que hicieron posible o necesaria la evolución de la tecnología prehistórica. Uno de los factores clave es la modernidad conductual del cerebro altamente desarrollado del Homo sapiens, capaz de razonamiento abstracto, lenguaje, introspección y resolución de problemas. El advenimiento de la agricultura dio lugar a cambios en los estilos de vida nómadas a los vividos en hogares, con animales domesticados y tierras cultivadas con herramientas más variadas y sofisticadas. El arte, la arquitectura, la música y la religión evolucionaron a lo largo de los períodos prehistóricos.

## Viejo Mundo

### Edad de Piedra
La Edad de Piedra es un amplio período prehistórico durante el cual la piedra fue ampliamente utilizada en la fabricación de implementos con un borde afilado, una punta o una superficie de percusión. El período duró aproximadamente 2,5 millones de años, desde la época de los primeros homínidos hasta el Homo sapiens en la era posterior del Pleistoceno, y terminó en gran medida entre 6000 y 2000 a. C. con el advenimiento de la metalurgia.
El estilo de vida de la Edad de Piedra era el de los cazadores recolectores que viajaban para cazar y recolectar plantas silvestres, con cambios mínimos en la tecnología. A medida que el último período glacial de la edad de hielo en curso se acercaba a su fin (hace unos 12 500 años), grandes animales como el mamut y el bison antiquus se extinguieron y el clima cambió. Los humanos se adaptaron maximizando los recursos en entornos locales, recolectando y comiendo una gama más amplia de plantas silvestres y cazando o capturando animales más pequeños. La domesticación de plantas y animales con etapas tempranas en el Viejo Mundo (Eurafrasia) mesolítico y en el Nuevo Mundo (América) el Periodo Arcaico llevaron a cambios significativos y la dependencia de la agricultura en la etapa neolítica del Viejo Mundo y la Etapa Formativa del Nuevo Mundo. La vida agrícola condujo a existencias más estables y avances tecnológicos significativos.
Aunque las culturas paleolíticas no dejaron registros escritos, el cambio de la vida nómada al asentamiento y la agricultura se puede inferir de una serie de pruebas arqueológicas. Tal evidencia incluye herramientas antiguas, pinturas rupestres y otras obras de arte prehistórico, como la Venus de Willendorf. Los restos humanos también proporcionan evidencia directa, tanto a través del examen de huesos como del estudio de momias. Aunque la evidencia concreta es limitada, los científicos e historiadores han podido formar inferencias significativas sobre el estilo de vida y la cultura de varios pueblos prehistóricos, y el papel que jugó la tecnología en sus vidas.[cita requerida]

#### Paleolítico inferior
El Paleolítico inferior fue la subdivisión más temprana del Paleolítico o Edad de Piedra Antigua. Abarca el tiempo desde hace unos 2,5 millones de años, cuando la primera evidencia de artesanía y uso de herramientas de piedra por parte de los homínidos aparece en el registro arqueológico actual, hasta hace unos 300 000 años, abarcando la tecnología lítica olduvayense («modo 1») y achelense («modo 2»).[cita requerida]
Los primeros humanos (homínidos) utilizaron tecnología de herramientas de piedra, como un bifaz que era similar a la utilizada por los primates, que se encuentran en niveles de inteligencia de los niños modernos de 3 a 5 años. La inteligencia y el uso de la tecnología no cambiaron mucho durante millones de años. La primera especie «Homo» comenzó con Homo habilis hace unos 2,4 a 1,5 millones de años. El Homo habilis («hombre hábil») creó herramientas de piedra llamadas herramientas olduvayenses. El Homo ergaster vivió en el este y sur de África hace unos 2,5 a 1,7 millones de años y utilizó herramientas de piedra más diversas y sofisticadas que su predecesor, el Homo habilis, incluyendo haber refinado las herramientas heredadas de los olduvayenses y desarrollado los primeros ejes bifaciales achelenses.
El Homo erectus («hombre erguido») vivió hace entre 1,8 y 1,3 millones de años en Asia occidental y África y se cree que es el primer homínido en cazar en grupos coordinados, usar herramientas complejas y cuidar a compañeros enfermos o más débiles. Homo antecessor, el homínido más antiguo del norte de Europa, vivió desde hace 1,2 millones a 800 000 años y utilizó herramientas de piedra. El Homo heidelbergensis vivió hace entre 600 000 y 400 000 años y utilizó una tecnología de herramientas de piedra similar a las herramientas achelenses utilizadas por el Homo erectus.
Los sitios europeos y asiáticos que datan de hace 1,5 millones de años parecen indicar el uso controlado del fuego por el Homo erectus. Un sitio del norte de Israel de hace unos 690 000 a 790 000 años sugiere que el hombre podría encender fuegos. El Homo heidelbergensis puede haber sido la primera especie en enterrar a sus muertos hace unos 500 000 años.

#### Paleolítico medio
El Paleolítico medio ocurrió en Europa y el Cercano Oriente, durante el cual vivieron los Neandertales (hace casi 300 000-28 000 años). La evidencia más temprana (los restos del lago Mungo) de asentamiento en Australia data de hace unos 40 000 años, cuando los humanos modernos probablemente cruzaron desde Asia saltando de isla en isla. Los refugios rocosos de Bhimbetka exhiben los primeros rastros de vida humana en la India, algunos de los cuales tienen aproximadamente 30 000 años de antigüedad.[cita requerida]
El Homo neanderthalensis utilizó herramientas de piedra musteriense que datan de hace unos 300 000 años e incluyen herramientas más pequeñas, parecidas a cuchillos y raspadoras.[cita requerida] Enterraron a sus muertos en tumbas poco profundas junto con herramientas de piedra y huesos de animales, aunque las razones y el significado de los entierros se disputan.
El Homo sapiens, la única especie viva del género Homo, se originó en África hace unos 200 000 años. En comparación con sus predecesores, el Homo sapiens tenía una estructura cerebral más compleja, que proporcionaba una mejor coordinación para manipular objetos y un uso mucho mayor de herramientas. Hubo arte creado durante este período. El entierro intencional, particularmente con bienes funerarios, puede ser una de las primeras formas detectables de práctica religiosa, ya que puede significar una «preocupación por los muertos que trasciende la vida cotidiana». El entierro humano indiscutible más antiguo hasta ahora data de hace 130 000 años. Los restos óseos humanos manchados con ocre rojo fueron descubiertos en la cueva Skhul en Qafzeh, Israel, con una variedad de bienes funerarios.

#### Revolución del Paleolítico superior
Durante la Revolución del Paleolítico superior, los avances en la inteligencia humana y la tecnología cambiaron radicalmente con el advenimiento de la modernidad conductual hace entre 60 000 y 30 000 años. La modernidad conductual es un conjunto de rasgos que distinguen al Homo sapiens de los linajes de homínidos extintos. El Homo sapiens alcanzó la modernidad conductual completa hace unos 50 000 años debido a un cerebro altamente desarrollado capaz de razonamiento abstracto, lenguaje, introspección y resolución de problemas.
Las herramientas auriñacienses, como las herramientas con cuchillas de piedra, las herramientas hechas de astas y las herramientas hechas de huesos se crearon durante este período. La gente comenzó a crear ropa. Lo que parecen ser agujas de coser se encontraron hace unos 40 000 años y se encontraron fibras de lino teñidas con fecha de 36 000 a. C. en una cueva prehistórica en la República de Georgia. Los seres humanos pueden haber comenzado a usar ropa desde hace 190 000 años.
Surgieron aspectos culturales, como el arte del Paleolítico Superior, que incluyó pintura rupestre, escultura como las estatuillas de Venus, tallas y grabados de hueso y marfil. El tema más común eran los animales grandes que eran cazados por la gente de la época. La Cueva de Altamira y el Arte Rupestre Paleolítico del Norte de España y el Arte Paleolítico del Valle del Côa son ejemplos de tales obras de arte. Instrumentos musicales como las flautas surgieron durante este período.[cita requerida]

#### Mesolítico
El Mesolítico fue una era de transición entre los cazadores recolectores del Paleolítico, comenzando con el período cálido del Holoceno alrededor de 11 660 a. C. y terminando con la introducción neolítica de la agricultura, cuya fecha varió en cada región geográfica. Se requirió adaptación durante este período debido a los cambios climáticos que afectaron el medio ambiente y los tipos de alimentos disponibles.[cita requerida]
Pequeñas herramientas de piedra llamadas microlitos, incluyendo pequeñas cuchillas y microburiles, surgieron durante este período. Por ejemplo, se encontraron lanzas o flechas en el sitio de batalla mesolítico más antiguo conocido en el Cementerio 117 en Sudán. Se encontraron arcos Holmegaard en los pantanos del norte de Europa que datan del Mesolítico. Estos microlitos apuntan al uso de la tecnología de proyectiles, ya que se supone ampliamente que han formado las puntas y púas de las flechas. Esto se demuestra por los conjuntos mesolíticos encontrados en el suroeste de Alemania, que revelaron dos tipos de proyectiles utilizados: flechas con puntas de piedra transversales, trapezoidales y grandes «arpones» de astas de púas. Estos implementos indican la naturaleza de la adaptación humana al medio ambiente durante el período, describiendo a las sociedades mesolíticas como cazadores-recolectores.

#### Revolución neolítica
La Revolución neolítica fue la primera revolución agrícola, representando una transición de la caza y recolección de la vida nómada a una existencia agrícola. Evolucionó independientemente en seis lugares separados en todo el mundo alrededor de 10 000-7000 años AP (8000-5000 a. C.). La evidencia más temprana conocida existe en las áreas tropicales y subtropicales del suroeste/sur de Asia, África del norte/central y América Central.
Hay algunas características definitorias clave. La introducción de la agricultura dio lugar a un cambio de estilos de vida nómadas a estilos de vida más sedentarios, y el uso de herramientas agrícolas como el arado, el palo de excavación y la azada hizo que el trabajo agrícola fuera más eficiente.[cita requerida] Los animales fueron domesticados, incluidos los perros. Otra característica definitoria del período fue la aparición de la cerámica, y, en el período neolítico tardío, se introdujo la rueda para hacer cerámica.
La arquitectura neolítica incluía casas y pueblos construidos con ladrillos de barro y bahareque y la construcción de instalaciones de almacenamiento, tumbas y monumentos. La metalurgia del cobre se empleó ya en 9000 a. C. en el Medio Oriente; y un colgante de cobre encontrado en el norte de Irak que data de 8700 a. C. Las herramientas de piedra pulida y molida continuaron siendo creadas y utilizadas durante el período neolítico.
El mantenimiento de registros numéricos evolucionó a partir de un sistema de conteo utilizando pequeñas fichas de arcilla que comenzó en Sumeria alrededor del año 8000 a. C.

### Edad del Bronce

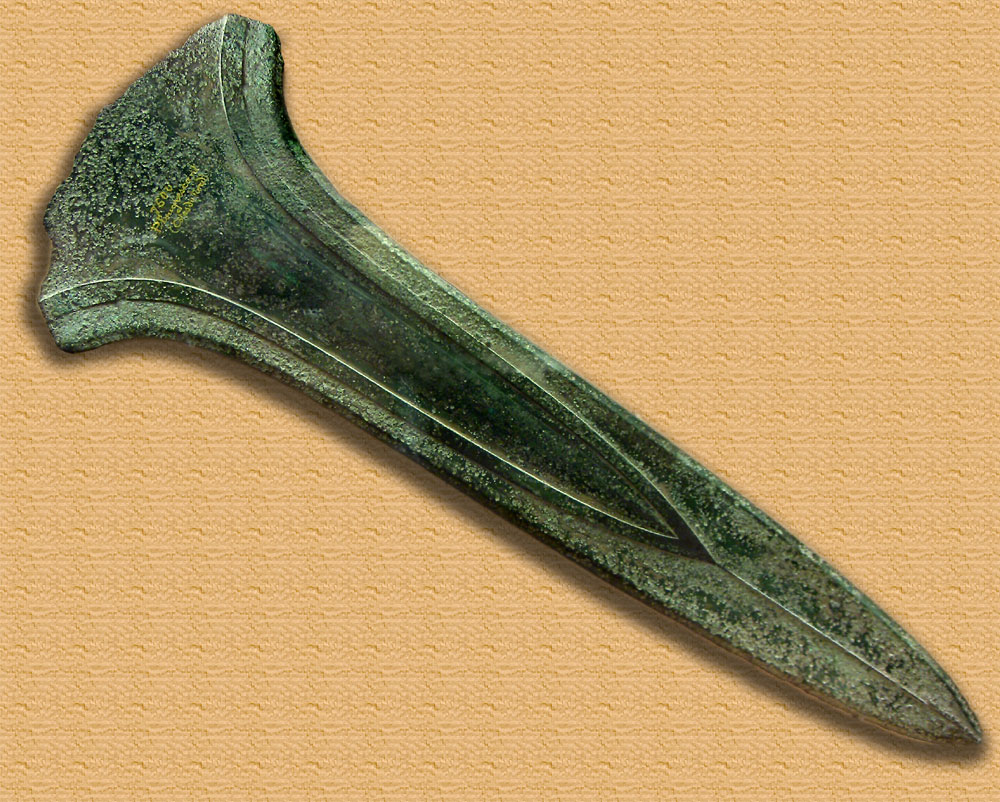
Una espada u hoja de daga de finales de la Edad del Bronce.

La Edad de Piedra se convirtió en la Edad del Bronce después de la Revolución neolítica. La Revolución neolítica implicó cambios radicales en la tecnología agrícola que incluyeron el desarrollo de la agricultura, la domesticación de animales y la adopción de asentamientos permanentes.[cita requerida]
La Edad del Bronce se caracteriza por la fundición de metales de cobre y su aleación de bronce, una aleación de estaño y cobre, para crear implementos y armas. Las herramientas de piedra pulida continuaron siendo utilizadas debido a su abundancia en comparación con los metales menos comunes (especialmente el estaño).[cita requerida]
Esta tendencia tecnológica aparentemente comenzó en el Creciente Fértil y se extendió hacia afuera.[cita requerida]

### Edad del Hierro

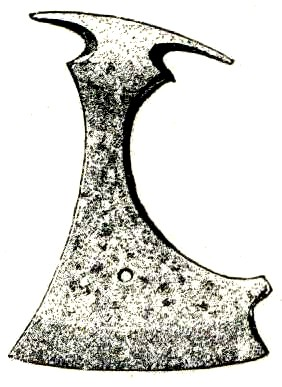
Una cabeza de hacha hecha de hierro, que data de la Edad del Hierro sueca.

La Edad del Hierro implicó la adopción de la tecnología de fundición de hierro o acero, ya sea por fundición o forja. El hierro reemplazó al bronce, e hizo posible producir herramientas que eran más fuertes, más ligeras y más baratas de fabricar que los equivalentes de bronce. Las mejores herramientas y armas estaban hechas de acero.
Otros cambios sociales a menudo acompañaron la introducción del hierro, incluidos los cambios de práctica en el arte, la religión y la agricultura. La Edad del Hierro termina con el comienzo de los períodos históricos, generalmente marcados por el desarrollo del lenguaje escrito que permitió la creación de registros históricos.
El momento de la adopción del hierro dependía de «la disponibilidad de mineral de hierro y del estado del conocimiento». El hierro se fundió en Egipto alrededor del año 6000 a. C. y el hierro reemplazó al bronce en el Medio Oriente alrededor del año 1500 a. C. Los chinos comenzaron a fundir hierro alrededor del año 5000 a. C. y sus métodos para fundir hierro fueron los precursores de los métodos modernos de fabricación de acero. La mayor parte de Asia, sin embargo, no adoptó la producción de hierro hasta el período histórico.
En Europa, el hierro se introdujo alrededor del año 1100 a. C. y había reemplazado al bronce para crear armas y herramientas en el año 500 a. C. Hicieron hierro a través del proceso de fundición de forja y fundición integrada en la Edad Media. Grandes fortalezas de colinas u oppidum fueron construidas como refugio en tiempo de guerra, o a veces como asentamientos permanentes. Las prácticas agrícolas se hicieron más eficientes con herramientas de hierro más efectivas y variadas.
El hierro se extrajo del mineral metálico a partir del año 2000 a. C. en África.

## Nuevo Mundo
Los períodos del Nuevo Mundo comenzaron con el cruce de los paleoamericanos, atabascanos, aleutas y esquimales a lo largo del puente terrestre de Beringia hacia el continente norteamericano.
Los paleoamericanos fueron las primeras personas que entraron, y posteriormente habitaron, América durante los episodios glaciales finales del período Pleistoceno tardío. La evidencia sugiere que los cazadores de caza mayor cruzaron el estrecho de Bering desde Asia hacia América del Norte sobre un puente de tierra y hielo (Beringia), que existió entre 45 000 a. C. y 12 000 a. C., siguiendo manadas de grandes herbívoros hasta Alaska.
En su libro, Método y teoría en la arqueología americana, Gordon Willey y Philip Phillips definieron cinco etapas culturales para las Américas, incluidas las tres etapas prehistóricas líticas, arcaicas y formativas. Las etapas históricas son las etapas clásica y postclásica.

### Lítico
El período lítico ocurrió de 12 000 a 6 000 años antes del presente e incluyó las culturas Clovis, Folsom y Plano. La cultura Clovis fue considerada la primera cultura en usar puntas de proyectil para cazar en el continente norteamericano. Desde entonces, se encontró un sitio pre-Clovis en Manis, Washington, que encontró el uso de puntas de proyectil para cazar mastodontes.

### Arcaico
El período arcaico en las Américas fue fechado de 8000 a 2000 años antes del presente. Las personas eran cazadores de caza menor, como ciervos, antílopes y conejos, y recolectores de plantas silvestres, que se trasladaban estacionalmente a sitios de caza y recolección. A finales del período arcaico, alrededor de 200-500 d. C., el maíz se introdujo en la dieta y la fabricación de cerámica se convirtió en una ocupación para almacenar y curar alimentos.

### Formativo
La etapa formativa siguió al período arcaico en las Américas y continuó hasta que hubo contacto con los europeos. Algunas de las culturas de ese período incluyen la de la gente Anasazi, la cultura misisipiana y las culturas olmecas.
Se supone que las culturas de la Etapa Formativa poseen las tecnologías de la cerámica, el tejido y la producción de alimentos desarrollados. Se supone que la organización social involucra ciudades y pueblos permanentes, así como los primeros centros ceremoniales. Ideológicamente, una clase sacerdotal temprana o teocracia a menudo está presente o en desarrollo.